# لولو ماكونيل
لولو ماكونيل (بالإنجليزية: Lulu McConnell)‏ هي ممثلة أمريكية، ولدت في 8 أبريل 1882 في كانساس سيتي في الولايات المتحدة، وتوفيت في 9 أكتوبر 1962 في هوليوود في الولايات المتحدة بسبب سرطان.

## وصلات خارجية
- لولو ماكونيل على موقع IMDb (الإنجليزية)
- لولو ماكونيل على موقع قاعدة بيانات برودواي على الإنترنت (الإنجليزية)
- لولو ماكونيل على موقع قاعدة بيانات الفيلم (الإنجليزية)